# Étifoxine
L'étifoxine est un composé organique de la famille chimique des benzoxazines.
Proche structurellement des benzodiazépines, elle en partage l'indication : l'étifoxine est un médicament anxiolytique.
Elle serait aussi efficace que certains anxiolytiques classiques,, et pourrait être donnée en combinaison avec ceux-ci. Cependant, son efficacité comparée à celle du Valium ou du Xanax fait l'objet de débats et est encore mal caractérisée.
Effecteur allostérique des récepteurs à l'acide γ-aminobutyrique (GABA) de type A, cette molécule jouerait sur d'autres mécanismes comme les neurostéroïdes, possiblement par l'intermédiaire de la protéine translocatrice à l'instar du diazépam ce qui pourrait justifier son indication dans les accidents traumatiques.
Elle est commercialisée par les laboratoires Biocodex sous le nom de Stresam, depuis 1979.

## Pharmacologie

### Pharmacodynamie
De par sa ressemblance structurale avec les benzodiazépines, il a été supposé, depuis sa découverte, qu'elle en partageait le mode d'action, ce qui n'est en fait pas complètement le cas. 
L'étifoxine potentialise l'action du GABA par fixation sur certaines sous-unité du récepteur ionotrope GABAA.
Elle possède une affinité particulière pour un site différent de celui des benzodiazépines, à l'interface entre les sous-unités α et β, notamment sur les sous-types α3β3γ2S (pré et post synaptiques) situés particulièrement dans le noyau réticulé du thalamus humain mais aussi α2β3γ2S et α6β3γ2S des cellules granulaires du cervelet,. Elle semblerait, en plus de cette action,  agir sur la protéine translocatrice, et donc indirectement sur les récepteurs au GABA par l'intermédiaire de la synthèse de neurostéroïdes actifs comme l'allopregnanolone,,,,. par l'augmentation de la translocation du cholestérol dans la mitochondrie. Ces effets sont additifs mais ne se compliquent pas d'une sédation à proprement parler comme pour les benzodiazépines. De ce fait l'étifoxine est bien moins concernée par les phénomènes d'accoutumance et de dépendance, dont le sous-type α1b3γ2S est principalement responsable.
Sa demi-vie d'élimination est de 6 heures bien que la présence d'un métabolite actif ait été mentionnée.
Cette activité pharmacologique démontre un effet anxiolytique, mais aussi sur la récupération après un traumatisme et sur la neurogénèse.

### Pharmacocinétique
L'étifoxine est rapidement absorbée par voie orale, et éliminée par les urines.

## Effets secondaires
Des effets secondaires rares mais graves ont été décrits, notamment sur le foie : une étude a établi, chez un patient, la survenue d'une atteinte hépatique majeure due à l'étifoxine,.
Comme beaucoup d'anxiolytiques, l'étifoxine peut provoquer une certaine somnolence, a fortiori en cas de dosage élevé.

### Pharmacovigilance
L’analyse des données de pharmacovigilance disponibles fait apparaître des effets indésirables d’incidence très faible mais pouvant être graves : Syndrome de Stevens Johnson, œdème de Quincke. toxidermies sévères, vascularites ou réactions de type maladie sérique, choc anaphylactique, cytolyse hépatique, hépatite, hémorragies intermenstruelles chez les femmes sous contraception orale, colite lymphocytaire.
Le Stresam® doit donc être arrêté chez les patients qui présentent des réactions cutanées ou allergiques ou des troubles hépatiques graves. Cette modification fait suite à la réévaluation par l’ANSM du rapport bénéfice/risque de Stresam® qui reste favorable.

## Stéréochimie
La molécule d'étifoxine possède un atome de carbone asymétrique et est donc chirale. Elle se présente sous la forme de deux énantiomères, R et S. Le médicament est  vraisemblablement composé du mélange racémique.